# Shah Jahan
Shahabuddin Muhammad Shah Jahan, Shah Jahan (5 ianuarie 1594 – 22 ianuarie 1666) a fost al 5-lea împărat mogul al Indiei. El este cunoscut sub numele Shah Jahan I. A domnit din 1628 până în 1658. Născut ca Prințul Khurram, el a fost fiu al împăratului Jahangir și a soției acestuia, Taj Bibi Bilqis Makani (13 mai 1573 – 18 aprilie 1619)
El a fost ales ca succesor al tronului după decesul tatălui său în 1627. A fost considerat unul dintre cei mai importanți împărați moguli. Domnia lui a fost denumită Epoca de Aur și una dintre cele mai prospere perioade ale civilizației Indiei. Ca și Akbar, el a fost dornic să-și extindă vastul său imperiu. În 1658 s-a îmbolnăvit și a fost închis de fiul și succesorul său Aurangzeb în cetatea Agra până la moartea sa în 1666.
Shah Jahan a fost un musulman mai ortodox decât tatăl și bunicul său. Politicile sale față de non-musulmani au fost mai puțin liberale decât ale lui Jahangir și Akbar.

## Biografie
Născut la 5 ianuarie 1594 el a primit numele de Shah ab-ud-din Muhammad Khurram. A fost al treilea fiu al împăratului Jahangir iar mama sa a fost o prințesă rajpută numită prințesa Manmati - numele ei oficial în cronicile mogule fiind Bilquis Makani. Numele de "Khurram" a fost ales pentru tânărul prinț de bunicul său, împăratul Akbar, cu care tânărul prinț a avut o relație strânsă.
Chiar înainte de nașterea lui Khurram, o ghicitoare a prezis împărătesei Ruqaiya, prima soție a lui Akbar, că copilul încă nenăscut era destinat măreției imperiale. Așa că atunci când Khurram s-a născut în 1594 și avea numai șase zile, Akbar a ordonat ca prințul să fie luat de la mama sa și l-a dat în grija împărătesei Ruqaiya, care nu avea copii. Ruqaiya și-a asumat responsabilitatea pentru creșterea lui Khurram. Fiul ei vitreg, Jahangir, a menționat că Ruqaiya l-a iubit pe Khurram "de o mie de ori mai mult decât dacă ar fi fost propriul ei fiu".
Khurram a rămas cu ea până la împlinirea vârstei de 13 ani. După decesul lui Akbar, tânărului prinț i s-a permis să se întoarcă în casa tatălui său.
Copil fiind, prințul Khurram a primit o educație potrivită statutul său de prinț mogul, care a inclus instruirea în artele marțiale și expunerea la o mare varietate de arte culturale, poezie și muzică, sub privirea atentă a bunicul său și a împărătesei Ruqaiya. În 1605, cum împăratul Akbar era pe patul de moarte, Prințul Khurram, care avea 13 ani a rămas lângă patul lui și a refuzat să plece chiar și după ce mama sa a încercat să-l ia de acolo. În situația politică nesigură care a urmat decesului lui Akbar, Prințul Khurram era amenințat de către adversarii politici ai tatălui său, însă comportamentul său poate fi înțeles ca fiind un precursor al curajul pentru care va fi cunoscut mai târziu.
După zdrobirea rebeliunii, în 1605, tatăl său a succedat la tron. Prințul Khurram a rămas la distanță de politicile de curte și intrigile care au urmat imediat după acest eveniment. În timpul lungii perioade de tensiune între tatăl și fratele său vitreg, Prințul Khurram a început să se apropie de tatăl său și, de-a lungul timpului, a început să fie luat în considerare ca moștenitorul de facto de către curteni. Acest statut a devenit oficial atunci când în 1607 Jahangir i-a acordat Prințului Khurram Jagirul de Hissar-Feroza, care în mod tradițional era fieful moștenitorului aparent.

### Căsătorii

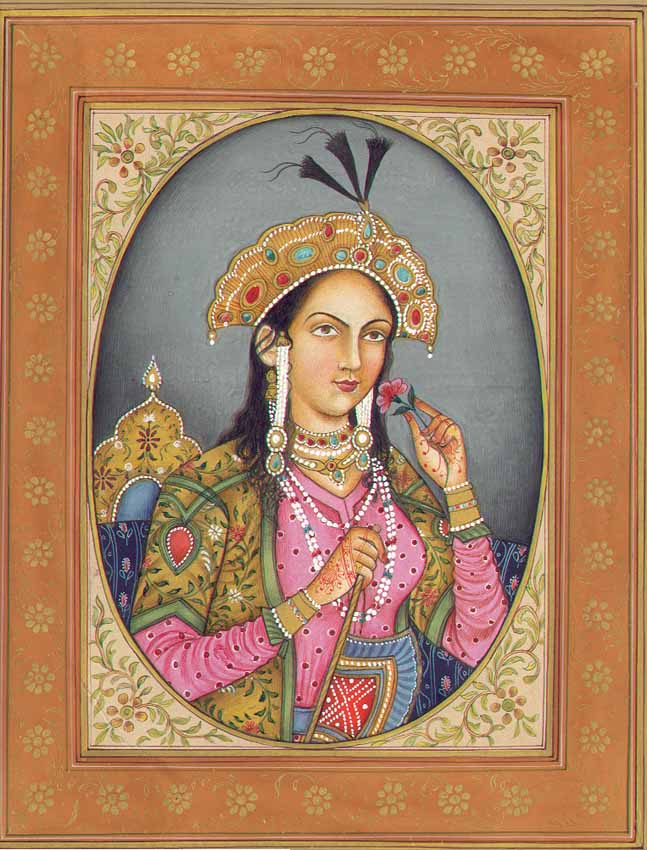
Mumtaz Mahal

În 1608, Prințul Khurram în vârstă de 14 ani s-a logodit cu Arjumand Banu Begum care avea 15 ani. Tânăra fată aparținea unei nobile familii persane care îi servise pe împărații moguli din timpul domniei lui Akbar. Patriarhul familiei a fost Itimad-ud-Daulah, care a fost ministru de finanțe al împăratului Jahangir și al fiul său. Asaf Khan - tatăl lui Arjumand Banu - a jucat un rol important la curte, servind în cele din urmă ca prim-ministru. Mătușa ei a fost împărăteasa Nur Jahan și se crede că ea a jucat rolul de pețitoare în aranjarea căsătoriei.
Din anumite motive, prințul nu a fost căsătorit cu Arjumand Banu Begum timp de cinci ani, ceea ce reprezenta un angajament neobișnuit de lung. Shah Jahan s-a căsătorit cu fiica stră-nepotului șahului Ismail al Persiei cu care a avut o fiică, primul său copil.
În 1612, la vârsta de 20 de ani, Prințul Khurram s-a căsătorit cu Arjumand Banu Begum după ce astrologul curții a jurat că ea îi va oferi o căsnicie fericită prințului. După nuntă Arjumand a dobândit titlul de Mumtaz Mahal (persană: Aleasa Palatului). Deși Arjumand a fost a doua soție a lui Shah Jahan, ea a devenit favorita împăratului și unica sa dragoste. Pe lângă rolul de soție, Mumtaz Mahal a fost și sfătuitoarea soțului ei, dobândind o putere și o influență imensă asupra acestuia,  fiind consultată de soțul ei în materie de stat și fiind responsabilă de sigiliul imperial, lucru care i-a permis să revizuiască documentele oficiale în stadiul lor final.

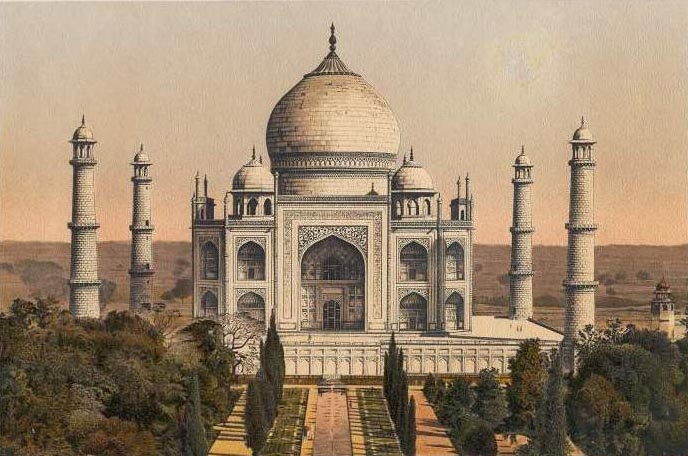
Taj Mahal, locul de înmormântare a împăratului Shah Jahan și a soției acestuia, Mumtaz Mahal.

Khurram s-a căsătorit la 3 septembrie 1617 cu cea de-a treia soție, Izz un-Nisa Begum, însă potrivit cronicarilor curții, căsătoriile s-au făcut din considerații politice și ele s-au bucurat doar de statutul de soții regale.
Dragostea dintre Shah Jahan și Mumtaz Mahal a devenit legendară în India, poeții și cronicarii vremii glorificând frumusețea și grația lui Mumtaz Mahal, precum și grija ei pentru Shah Jahan. În cei 17 ani cât au fost căsătoriți, Shah Jahan și Mumtaz Mahal au fost nedespărțiți, călătorind pretutindeni împreună. Rodul iubirii lor au fost 14 copii, dintre care șapte au ajuns la maturitate.
În 1631, Mumtaz Mahal în vârstă de 40 de ani a murit după nașterea celui de-al paisprezecelea copil al lor, prințesa Gauhara Begum. Cauza decesului a fost o hemoragie post-natală după un travaliu de treizeci de ore. Istoricii contemporani notează faptul că Prințesa Jahanara, în vârstă de 17 ani, a fost atât de tulburată de durerea mamei sale că a început să distribuie giuvaere săracilor, în speranța unei intervenții divine, iar Shah Jahan însuși a fost "paralizat de durere" și plângea în hohote.